# 沈淑
沈淑（1702年—1730年），字立夫，又字季和。江蘇省蘇州府常熟縣（今屬蘇州市）人，清朝翰林、政治人物、經學家。

## 生平
沈萬育之孫。沈淑天資過人，自幼便能遍讀諸經注疏、宋元大儒經解。
雍正元年（1723年）癸卯恩科第二甲第二名進士出身。選翰林院庶吉士。
三年（1725年）四月，翰林院散館，授編修。
雍正八年（1730年）請病假歸，尋卒，年二十九。

## 著作
- 《經玩五種》二十卷，子目
  - 《陸氏經典異文輯》六卷
  - 《經典異文補》六卷
  - 《春秋左傳分國土地名》二卷
  - 《職官器物宮室》二卷
  - 《注疏瑣語》四卷